# Adam Gunn
Adam Beattie Gunn (né le 24 décembre 1872 à Golspie et décédé en 1935) est un athlète américain spécialiste du décathlon. Son club était la Buffalo Central YMCA.

## Biographie

### Palmarès
| Date | Compétition           | Lieu        | Résultat | Performance |
| ---- | --------------------- | ----------- | -------- | ----------- |
| 1904 | Jeux olympiques d'été | Saint-Louis | 2e       | 5 907 pts   |